# Filippo Nogarin
Filippo Nogarin (n. 4 septembrie 1970, Livorno, Italia) este un politician italian.